# Jarek Šimek
Jarek Šimek (* 27. prosince 1973 Vyškov) je český zpěvák, textař, hudební skladatel a producent.

## Život
Spolupracoval s Dodim Battagliou ze skupiny Pooh, Amedeem Minghim, Helenou Vondráčkovou, Ivetou Bartošovou, Evou Pilarovou a dalšími. Natočil sedm vlastních CD a jeho písně se staly součástí několika kompilačních alb. Zúčastnil se mnoha televizních pořadů a hitparád. Ke svým písním natočil několik videoklipů. Napsal hudbu k muzikálu Naháči. Hrál jednu z hlavních rolí v muzikálu Pomáda a prince v muzikálu Popelka. Nazpíval titulní píseň k české pohádce Kryštof a Kristina. Nyní se věnuje převážně současné popové hudbě.
- 1984 – sólista dětského pěveckého souboru v Bučovicích pod vedením sbormistryně Aleny Holoubkové.
- 1990 – založena kapela Lucky boy, která byla oceňována v soutěžích ZUČ – 1. místo v Kroměříži, Vodňanech.
- 1992-1993 členem Armádního uměleckého souboru v Praze, sólista v Big Bandu Rudolfa Koudelky, začátek profesionální kariéry.
- 1993 – navázání spolupráce s producentem Karlem Vágnerem. Na základě toho vzniklo album Jarek Šimek a různé populární dětské výběry (viz discografie). Hudebním skladatelem Ladislavem Simonem byl obsazen do titulní písně pro pohádku „Kryštof a Kristina“ pod režií Svatavy Simonové.
- 1994 – s producentem Slávkem Jandou vznikl taneční projekt pod pseudonymem SHIMI. Singlová píseň „Čarodějka“ se objevila v hitparádě Eso na TV Nova a vítězila několik týdnů v hitparádě S. O. S. Premiéra TV. Také bodovala v hitparádách na rádiích (Bonton, Egrensis, Rádio Děčín, atd.). Tisková mediální kampaň – rozhovory, články (Bravo, Popcorn, deník Blesk atd.), titulní strany v Blesk magazín a Maxim magazínu. Účinkování na velkých Mega dance festivalech s předními evropskými hvězdami (East17, Technotronics, Snap), singl pokřtila světoznámá skupina Rednex. Na vystoupeních byla doprovodnou taneční skupinou skupina Free Group, pod vedením Radima Samka. Díky společnému vystoupení s evropskou hvězdnou skupinou Twenty 4 Seven byla Free Group angažována pro taneční show do nového videoklipu který byl vysílán i na MTV.
- 1996 – nahráno CD v angličtině ve stylu soul, na albu spolupracoval přední Dj – D. J. Neo. Některé skladby z tohoto alba byly vylisovány ve vinylové podobě a tato černá deska byla distribuována přes vydavatelství Aiffel records do Holandska a Belgie
- 2000 – vznik CD „Ráj andělů“ v latinskoamerických rytmech. Pilotní píseň „V paměti mám“ se držela podle Ifpi 17 týdnů v první desítce nejhranějších českých skladeb, (Rádio Impuls, Český rozhlas, Metuje, atd.). K CD „Ráj andělů“ natočen videoklip "Hola hi jej" na Ibize. Rádio Impuls se stalo předním mediálním partnerem projektu (bigboardová kampaň na CD). Ztvárnění jedné z hlavních rolí Doodyho[1] v české verzi muzikál Pomáda. Páté místo v [2]
- 2001 – osloven producentem Martinem Hrdinkou a začleněn do projektu Rebelové rock and rollu.[3] Přezpíván známý americký hit Diana. Producent František Janeček obsadil Jarka Šimka do svého muzikálu Popelka, ve kterém Jarek ztvárnil roli prince[4] a zpěvačka Dasha Popelku.
- 2003 – v tomto roce bylo vydáno album „Život je fajn“, doprovázeno bigboardovou kampaní. Pilotním singlem se stala píseň „Život je fajn“, která byla prezentována v nejsledovanějších zábavných pořadech TV Nova – Rozjezdy pro hvězdy, Dobroty a na TV Prima – Prima jízda. Kmotrou CD se stala Marie Rottrová. Navázaná spolupráce se známou choreografkou a tanečnicí Leonou Qašou Vranou, která vedla choreografii v muzikálech Galileo a Excalibur. Její taneční skupina If dělala doprovodnou show při vystoupeních Jarka.
- 2003-2005 vznik vlastního nahrávajícího studia. Tvorba hudby, textů, reklamních spotů a aranží pro známé osobnosti české kultury (Sisa Sklovská, Kateřina Brožová, (K. Brožové složil píseň "Zbývá zapomenout" na její CD "Kateřina"), Pavel Vítek, (P. Vítkovi složil písně "Anděl spásy" a "Padáme nocí" na jeho CD Stíny duší[5]), Martin France, Václav Vydra, Petra Janů, Jiří Krampol, (s J. Krampolem natočil CD vtipů "Košilaté vyprávění"[6]), Miroslav Moravec, Jan Přeučil, Marcela Holanová a další).
- 2006 – vznik nového projektu pod názvem „3 SOUND“ a bylo vydáno album pod stejnojmenným názvem v dance stylu.
- 2006 – 2007 – sólové album s názvem „Vůle“. Vydává Areca Multimedia. Producent Ihor Byčkivskyj.
- 2008 – účast na největším mezinárodním festivalu východní Evropy „Slovanský bazar“ v Bělorusku. První český soutěžící v historii festivalu.
- 2009 – se Zbyňkem Drdou účast na dalším velkém východním pěveckém festivalu „Jurmala“ v Lotyšsku, probíhajícím na lodi Silja na trase Riga – Stockholm (1. místo). Cena poroty na „Carpathia festival“ v polském Rzeszowě.[7]
- 2010 – účast na mezinárodním pěveckém festivalu[8] na Krymu (Ukrajina). Účast na mezinárodní pěvecké přehlídce v Gargánu (Itálie). Od 23. července začíná roční spolupráce s Ivetou Bartošovou. Jarek se stává jejím dvorním skladatelem a textařem a nastartoval opět Ivetě její kariéru. Zařizuje doprovodnou kapelu a domlouvá vystoupení. Ze vzniklých písniček realizuje ve svém studiu CD „Děkuju Vám, Andělové“. Funguje zde jako hudební producent. K CD vzniká i videoklip k písni „Děkuju Vám, Andělové“ (natáčí se v Bratislavě). Nejznámějším hitem této spolupráce se stává píseň „Heja heja“.
- 2011 – účast na mezinárodním pěveckém festivalu v Petrohradu (Rusko), kde získal 1. místo. Skládá hudbu k muzikálu Naháči a poté ve svém studiu natáčí CD se všemi účinkujícími. Například s Danielou Šinkorovou, Martinem Maxou, Sisou Sklovskou a další. V jeho studiu opět natáčejí D. Mattioli a A. Andrei CD „Insieme 2“ spolu s hosty – největším esem je Helena Vondráčková. Spolupráce s DJ Magix.L a Madalenou Joao. Křest videoklipu „Change The Game“. Jarek složil duet „Plním si sen“[9] pro Evu Pilarovou a Mirku Roubíkovou.
- 2013 – spolupráce s italskou hvězdou Dodi Battaglia ze skupiny POOH.[10] Jarek vytvořil aranžmá na italský hit „Ci pensero‘ domani“ skupiny POOH a stal se předsedou dětské poroty v Petrohradě na mezinárodním festivalu „Baltiskaja feria“, kde také zpíval jako host. Účast na největším mezinárodním festivalu v Bělorusku „Slovanský bazar“. Jarek tam usedl do křesla mezinárodní poroty za ČR a zpíval jako host v hlavním programu. Složil hudbu k písni „Nejsi v tom sám“ na nové CD „Touhy“ Heleny Vondráčkové.[11] Připravuje natáčení svého nového videoklipu „Discoteque“. Vznik videa k písni „Ci pensero‘ domani“ s Dodi Battaglia, Andrea Andrei, Davide Mattioli a Ilonou Csákovou.
- 2014 – vystoupení na prestižním italském hudebním festivalu "Sanremo" jako host z ČR.[12] Dvoj CD "Jarek Šimek, Do teď"[13] a natočen videoklip "Discoteque". Spolupracoval jako aranžér a zpěvák s italskou hvězdou Amedeo Minghi na písni "Emanuela Ed Io".[14] Natočil videoklip k písni "Ci pensero‘ domani" s Dodi Battaglia, Andrea Andrei, Davide Mattioli a Ilonou Csákovou. Účinkování v Sankt-Petěrburg (Rusko) "Baltic Super Star 2014" jako host galavečera a zároveň akreditován do poroty soutěže. Po tragické události, při které zpěvačka Iveta Bartošová zesnula, jako její producent a autor vydal CD "Iveta Naposledy" (poslední písně Ivety Bartošové). Z tohoto CD zrealizoval videoklip k písni "Chci s Tebou vzlétnout", která se stala oblíbenou a nejvyhledávanější skladbou této zpěvačky. CD zaznamenalo veliký úspěch a ohlas. Stalo se po tři týdny nejprodávanějším CD[15] v České republice. Udělal tím tak důstojnou tečku za úspěšnou hudební kariérou této nejsledovanější hvězdy a mediální ikony České republiky.
- 2015 – Vytvořil nové hudební aranžmá k brněnské verzi nejúspěšnějšího českého muzikálu „Děti ráje“.

## Diskografie

### CD a maxi single
- 1993 – Jarek Šimek
- 1995 – Čarodějka (Shimi)
- 1996 – I Try To Find Myself (Shimi)
- 2000 – Ráj andělů
- 2004 – Život je fajn
- 2006 – 3SOUND
- 2007 – Vůle
- 2014 - Do teď - Jarek Šimek

Kompilace
- 1993 – Písničky pro Barbie – (Jarek Šimek) Malá dáma
- 1994 – Filips Sper Dance – (Shimi) Čarodějka
- 1995 – Bomby Bontonu – (Shimi) Baby I Can't Wait
- 1995 – Mega Dance – (Shimi) Čarodějka
- 1995 – Bomby Bontonu – (Shimi) Baby I Can't Wait
- 1995 – Mega Dance – (Shimi) Čarodějka
- 1996 – Becherovka Dance – (Shimi) Phobos
- 1998 – Pomáda – (Jarek Šimek) Kouzla lásky
- 2001 – Rebelové rokenrolů – (Shimi) Diana
- 2006 – Evropa Hit.cz – (Jarek Šimek) A Viry jdou
- 2007 – S tebou mě baví žít – (3SOUND) I Need Your Smile
- 2007 – Chtěl bych být tvou láskou – (Jarek Šimek) – Jen jedenkrát
- 2008 – Summer Dance Hits – (Jarek Šimek) Život je fajn, (3SOUND) Obyčejnej svět, Im loving you baby
- 2008 – (Go Deejay Danceselection 2008) – (Jarek Šimek), DJ Kuře S Tebou
- 2009 – (Go Deejay Danceselection 2010) – (Jarek Šimek), Dáváme si moc
- 2010 – Iveta Bartošová – Děkuju Vám, Andělové – (Iveta Bartošová, Jarek Šimek), duet: S Tebou se neloučím
- 2012 – (Go Deejay Danceselection 2012) – (Jarek Šimek) – On The Dancefloor
- 2014 – Iveta Naposledy - (Iveta Bartošová)